# Платані (річка)

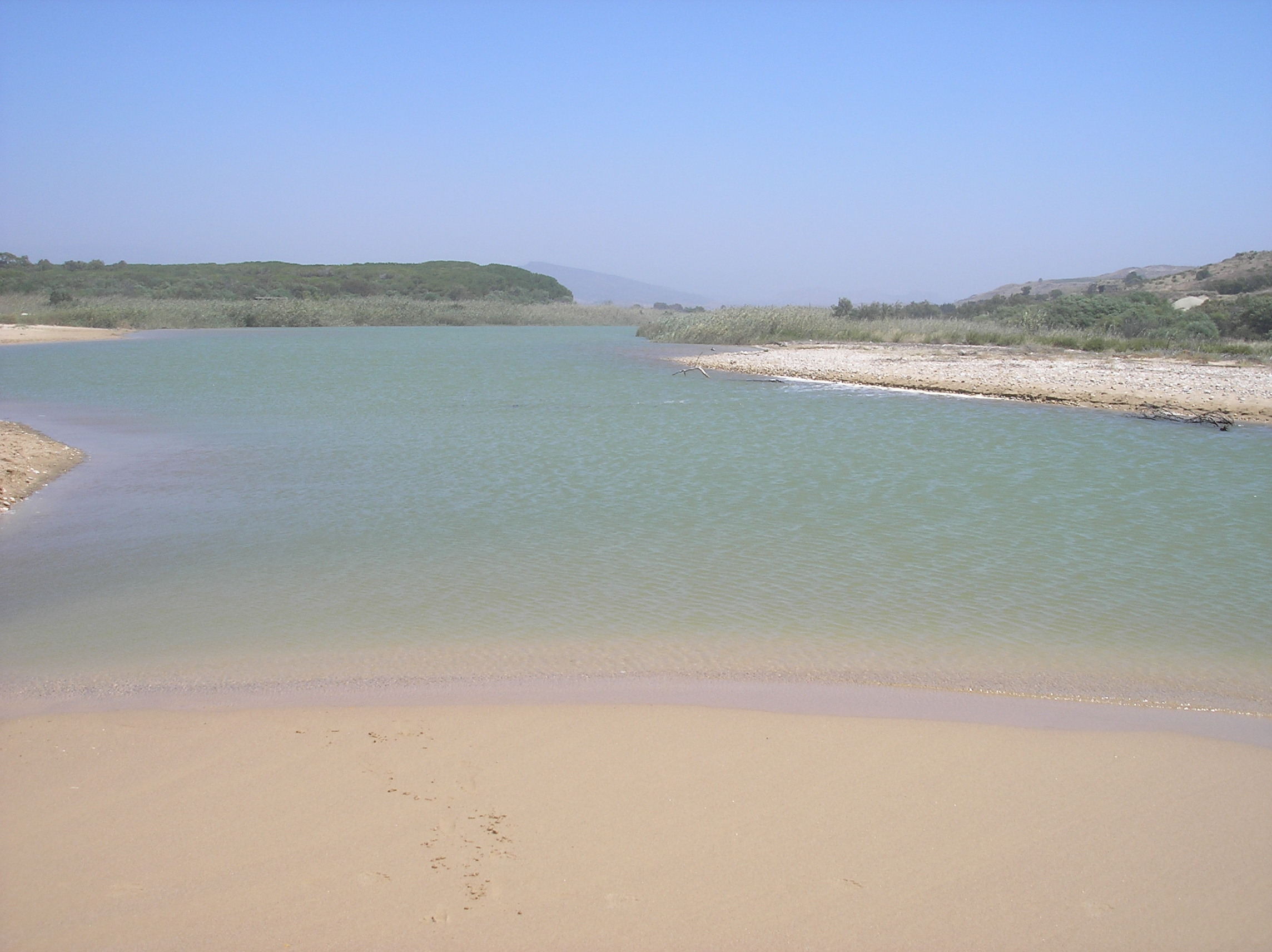
Платані у нижній течії

Платані (італ. Platani, дав.-гр. 'Αλυκος, лат. Halycus) — річка на острові Сицилія.
Знаходиться на південному заході острова. Довжина — 103 км (п'ята за довжиною на острові), площа басейну — 1785 км².